# 唇齒鼻音
唇齒鼻音是輔音的一種，在國際音標的符號是⟨ɱ⟩，X-SAMPA音標的符號則是⟨F⟩。國際音標中的⟨ɱ⟩符號是在小楷拉丁字母⟨m⟩的右下方加上一個向左的勾。
唇齒鼻音的發音方式和雙唇鼻音的十分相似，唯一不同之處是唇齒鼻音發音時下唇不與上唇接觸，而與上排牙齒接觸。唇齒鼻音中唇和牙齒的位置和其他唇齒音基本一樣，如/f/、/v/，但唇齒鼻音中唇和牙齒更合攏。
暫時尚未發現有語言將唇齒鼻音視為獨立的音素。雖然韃奇族（Teke）的庫庫雅方言（Kukuya, kkw）有獨立的唇齒鼻音音素，發音時雙唇會明顯凸出，但有人懷疑這樣的口形可以發出一個正統的塞音。（Ladefoged and Maddieson 1996: 18）雖然如此，唇齒鼻音在世界中仍然頗為普遍，通常作為雙唇鼻音的同位異音，在唇齒擦音/f/、/v/前出現。如英語的comfort（舒適）和circumvent（包圍）。
現代漢語中的官話，因為/m/、/f/均只出現在字音開首，不會相連，故無此音。而中古漢語的微母通常被擬作此音。

## 特徵
唇齒鼻音特點：
- 調音方法是閉塞，也就是說通過阻礙空氣在聲腔流動來調音。由於這個輔音也同時是個鼻音，因此被阻塞的氣流會從鼻逸出。

- 調音部位是唇齒，即是將下唇接觸上排牙齒以調音。

- 發聲類型是濁音，意味着發音時聲帶顫動。

- 本輔音是鼻音，調音時空氣會從鼻逸出。

- 本輔音為中央輔音，調音時氣流在口腔的中央流過舌面，而不從兩側流過。
- 氣流機制是肺部氣流，即由肺與橫膈膜驱动空气。

## 該音見於
此音是/m/的同位异音，通常會出現在同時有/m/和/f/或/v/的語言中。當/m/出現在/f/或/v/前時，習慣上發/m/時會將後面唇齒的特性帶到前面，故出現唇齒鼻音。
| 语言           | 语言           | 例词                         | IPA           | 意义   | 备注                               |
| -------------- | -------------- | ---------------------------- | ------------- | ------ | ---------------------------------- |
| 加泰罗尼亚语   | 加泰罗尼亚语   |                              | /ˈkaɱfuɾə/    | 樟脑   | 见加泰罗尼亚语#音系                |
| 汉语           | 闽南语普宁话   | 满 múa                       | /ɱua˥˨/       | 满     | /m/在/u/前的变体。                 |
| 捷克语         | 捷克语         |                              | /ˈtraɱvaj/    | 煤车   | 见捷克语#音系                      |
| 丹麦语         | 丹麦语         |                              | /syɱfoˈniˀ/   | 交响乐 | 见丹麦语音系                       |
| 荷兰语         | 荷兰语         |                              | /ˈʔɔɱvɑlə(n)/ | 跌倒   | 见荷兰语#音系                      |
| 英语           | 英语           |                              | /ˈsɪɱfənɪ/    | 交响乐 | 见英语音系                         |
| 芬兰语         | 芬兰语         |                              | /ˈkɑɱfe̞ri/    | 樟脑   | 见芬兰语#音系                      |
| 希腊语         | 希腊语         |                              | /ˈe̞ɱvrio̞/     | 胚胎   | 注意发音。见现代希腊语#音系        |
| 希伯来语       | 希伯来语       |                              | /siɱˈfoɲa/    | 交响乐 | 见现代希伯来语#音系                |
| 意大利语       | 意大利语       |                              | /iɱˈvetʃe/    | 正相反 | 见意大利语#音系                    |
| 喀麦隆地区语言 | 喀麦隆地区语言 | /ɱíì/                        | /ɱíì/         | 眼睛   | 注重发音。                         |
| 马其顿语       | 马其顿语       |                              | /traɱˈvaj/    | 煤车   | 见马其顿语#音系                    |
| 挪威语         | 挪威语         |                              | /kɔɱˈfyːɾ/    | 火炉   | 见挪威语#音系                      |
| 波兰语         | 波兰语         |                              | /sɨɱˈfɔɲä/    | 交响乐 | 见波兰语#音系                      |
| 斯洛文尼亚语   | 斯洛文尼亚语   | 語言代码 slv 已升格为代码 sl | /siɱfɔˈníːja/ | 交响乐 | /m/和/n/在/f/和/ʋ/之前的同位异音。 |
| 西班牙语       | 西班牙语       |                              | /ĩɱˈflwẽ̞nθja/ | 影响   | 见西班牙语#音系                    |
| 瑞典语         | 瑞典语         |                              | /aɱˈfiːbjɛ/   | 两栖类 | 见瑞典语音系                       |
| 西弗里斯语     | 西弗里斯语     |                              | /uːɱʋɪs/      | 不确定 | /n/在唇齿音之前的同位异音。        |